# Canadian Hot 100
La Canadian Hot 100 es una popular lista musical de sencillos emitida semanalmente por Billboard, que establece el ranking de las canciones en Canadá. La lista debutó en Billboard el 16 de junio de 2007, y estuvo disponible por vez primera en sus servicios en línea el 7 de junio de 2007.
El Hot 100 Canadiense es similar al Hot 100 del Billboard estadounidense, que combina tanto las ventas vía descarga digital, como las medidas de Nielsen SoundScan, y los niveles de audiencia radial Canadiense a cargo de la Nielsen BDS. La lista de airplay de Canadá, es el resultado del monitoreo de más de cien estaciones radiales representantes del rock, la música de los adultos contemporáneos, y los géneros del top 40. Tal y como lo han hecho cada vez que una nueva lista entra en funcionamiento, Billboard compiló una "prueba" no publicada antes de hacerla debutar. La versión en línea de la lista, también contiene íconos de banderas Canadienses junto a los artistas de dicha nacionalidad.
Geoff Mayfield, el director de Billboard, anunció el debut de la lista exclamando "el nuevo Billboard Hot 100 Canadiense servirá como el definitivo medidor de las canciones más populares, continuando con nuestra antigua tradición de usar los recursos más comprensivos para proporcionar las listas musicales más autorizadas del mundo".
Su lanzamiento marcó la primera instancia en que Billboard creaba una lista Hot 100 que no era estadounidense. La primera canción en ser número uno en la lista fue "Umbrella" de Rihanna con Jay-Z.